# Francisco Javier de Irastorza Loinaz
Francisco Javier de Irastorza y Loinaz (San Sebastián (Guipúzcoa), 27 de febrero de 1875 - Orihuela (Alicante), 29 de diciembre de 1943), fue un eclesiástico español, del hábito de Montesa, que fue prelado de Ciudad Real y obispo de Orihuela.

## Biografía

### Primeros años
Nació en San Sebastián (Guipúzcoa) el 27 de febrero de 1875, segundo hijo de una familia numerosa oriunda de la localidad de Ordicia (Guipúzcoa).
Fue primo-hermano de Miguel Irastorza Insausti, Guardián de la Orden Franciscana en el Santo Sepulcro de Jerusalén.
Curso sus estudios sacerdotales en el seminario de Valladolid.

### Carrera eclesiástica
Se ordenó sacerdote el 20 de septiembre de 1902, en Valladolid. El 11 de julio de 1914 fue nombrado obispo de Ciudad Real y Prior de las Órdenes Militares para lo que fue ordenado Obispo Titular de Dora el 22 de noviembre de 1914. En 1918 fue designado senador por el Arzobispado de Toledo. Permaneció a cargo de la diócesis de Ciudad Real hasta el 27 de junio de 1922 en que fue nombrado obispo de Orihuela (provincia de Alicante).
Falleció en Orihuela el 29 de diciembre de 1943.